# Gösta Bagge

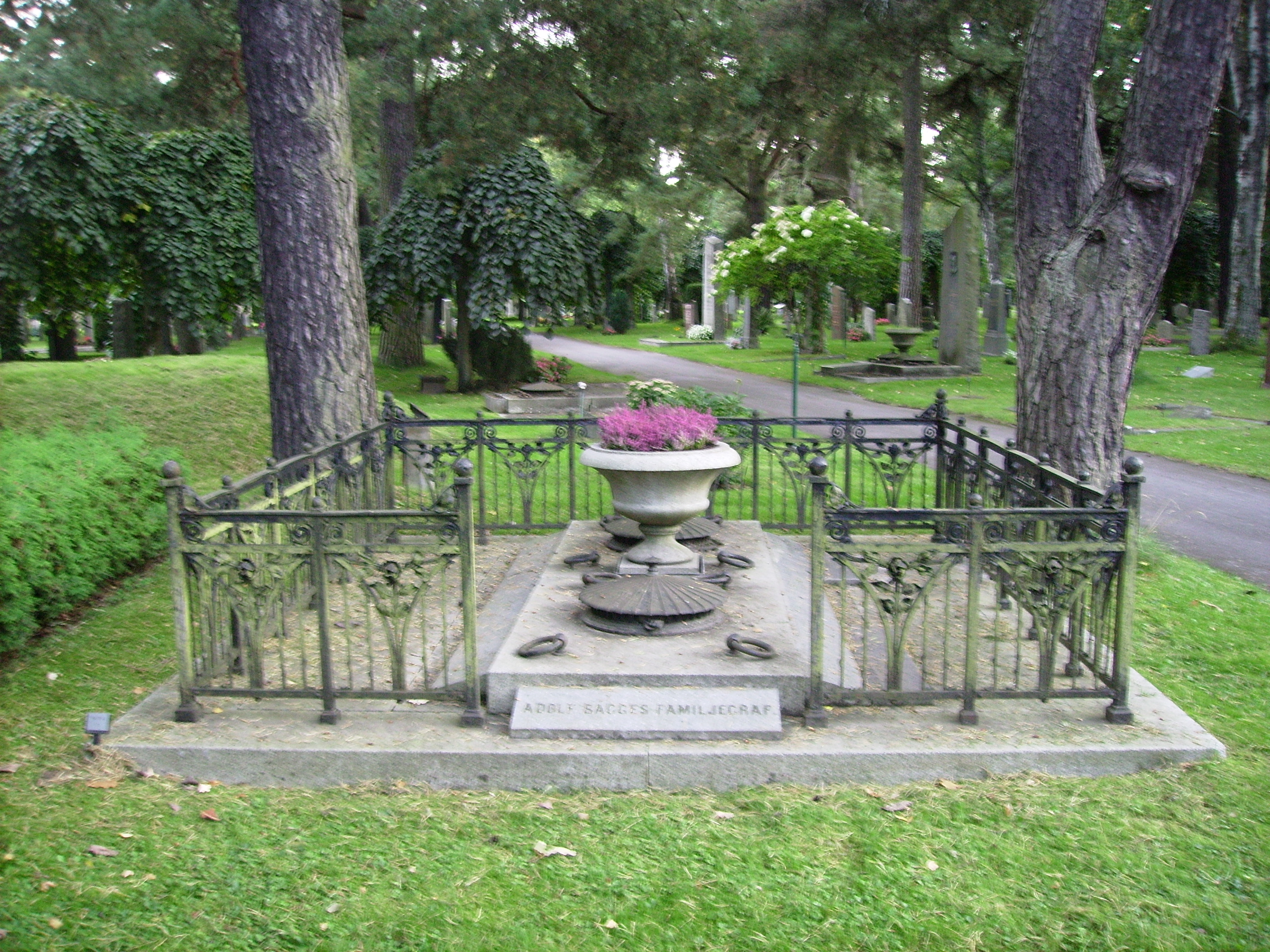
Gösta Bagges gravvård på Norra begravningsplatsen utanför Stockholm.

Gösta Adolfsson Bagge, född 27 maj 1882 i Stockholms stad, död 3 januari 1951 i Högalids församling, Stockholm, var en svensk nationalekonom och politiker (högerpartist). Han var ecklesiastikminister åren 1939–44 i samlingsregeringen Hansson III. 1921–49 var Bagge professor i nationalekonomi och socialpolitik vid Stockholms högskola.

## Biografi
Bagge var son till bankokommissarien Adolf Bagge (1831–1907) och Sigrid Schuberth (1850–1925). Efter att 1904 ha avlagt filosofie kandidatexamen i nationalekonomi vid Uppsala universitet studerade han vidare vid Johns Hopkins University i Baltimore, USA 1904–05. Därefter avlade han filosofie licentiatexamen vid Stockholms högskola 1911. Under sin tid som doktorand vid samma lärosäte återgrundade Bagge 1911 den konservativa idétidskriften Svensk Tidskrift tillsammans med Eli Heckscher. Bagge disputerade 1917 vid Stockholms högskola på avhandlingen Arbetslönens reglering genom sammanslutningar, och blev samma år docent. År 1921 blev han professor i nationalekonomi och socialpolitik vid Stockholms högskola, samt grundade Socialinstitutet i Stockholm (senare Socialhögskolan). 
Under 1910- och 1920-talen var Bagge aktiv som kommunalpolitiker i Stockholm, framför allt inom socialpolitiken. Den 31 mars 1932 blev han riksdagsledamot för Stockholms stads valkrets i Första kammaren, som ersättare för den mördade Hjalmar von Sydow. Efter en partiledarstrid med Ivar Anderson efterträdde Bagge Arvid Lindman som partiledare 1935, och innehade den posten till 1944. Under åren 1935–36 var han högerns gruppledare i Första kammaren. Från 1937 fram till den urtima riksdagen 1939 var han gruppledare i Andra kammaren. 
1939 blev Bagge statsråd och chef för ecklesiastikdepartementet (ecklesiastikminister) i Per Albin Hanssons samlingsregering. Han avgick ur densamma efter partiledarskiftet 1944, och ersattes av Georg Andrén. Bagge var politiskt socialkonservativ och hade en ekonomiskt liberal grundsyn. Han var en hård kritiker av den ekonomiska politiken under dåvarande finansministern Ernst Wigforss.
1942 invaldes Bagge som ledamot nummer 896 av Kungliga Vetenskapsakademien, och 1944 blev han teknologie hedersdoktor vid Kungliga Tekniska högskolan.
Bagge gifte sig 1911 med sjuksköterskan Gertrud Sandberg (1882–1976). Han är begraven på Norra begravningsplatsen utanför Stockholm.

## I populärkulturen
I tv-filmen Fyra dagar som skakade Sverige (1988) gestaltas han av skådespelaren Per Sjöstrand.

## Utmärkelser

### Svenska utmärkelser
- Kommendör av andra klassen av Vasaorden, 16 september 1928.[7]
- Kommendör av första klassen av Nordstjärneorden, 15 november 1940.[8]
- Kommendör med stora korset av Nordstjärneorden, 15 november 1943.[9]

### Utländska utmärkelser
- Officer av franska Hederslegionen, tidigast 1925 och senast 1931.[10][11]
- Kommendör av norska Sankt Olavs orden, tidigast 1931 och senast 1937.[11][12]
- Storkorset av Finlands Lejons orden, 1944.[13][14]

### Övriga utmärkelser
- Foreign Honorary Member vid American Academy of Arts and Sciences, 1933.
- Ledamot nr 896 av Kungliga Vetenskapsakademien, 1942.
- Ledamot nr 644 av Kungliga Musikaliska Akademien, 1944.
- Hedersdoktor vid Kungliga Tekniska högskolan, 1944.